# Соколов, Андрей Константинович (историк)
Андре́й Константи́нович Соколо́в (1 февраля 1941, Юрьев-Польский, Владимирская область, РСФСР, СССР — 11 сентября 2015, Москва, Россия) — советский и российский историк, специалист в области источниковедения и методологии новейшей истории России. Доктор исторических наук, профессор.

## Биография
Из семьи сельских учителей. Окончил исторический факультет МГУ имени М. В. Ломоносова (1968) и аспирантуру там же (1970), специализировался по кафедре источниковедения истории СССР. В 1970—1987 годах работал ассистентом, затем старшим преподавателем и доцентом данной кафедры. Кандидат исторических наук (1972), диссертация посвящена анализу материалов профессиональной переписи 1918 года). По совместительству преподавал в МГИАИ (позднее РГГУ).
В 1987 году в МГУ имени М. В. Ломоносова защитил диссертацию на соискание учёной степени доктор исторических наук по теме «Рабочий класс и социальная структура советского общества, 1917 — середина 30-х годов: задачи, источники и методы исследования» (специальность 07.00.09 — историография и источниковедение).
В 1987 году перешёл в Институт истории СССР АН СССР (руководил сектором источниковедения истории советского общества; позднее группой исторической информатики и источниковедения XX века), в 1998—2003 годах — заместитель директора ИРИ РАН, в настоящее время — главный научный сотрудник Центра новейшей истории и политологии института. С 1999 года — по совместительству профессор Российской академии государственной службы.
В 1989 году присвоено учёное звание профессора.
В 1983—1996 годах являлся членом экспертного совета ВАК по истории. Эксперт РГНФ и РФФИ. Заместитель председателя Научного совета по источниковедению и историографии РАН и Научного совета по истории социальных реформ, движений и революций РАН; член научно-методических советов ГА РФ, РГАЭ, РГАСПИ, РГАНИ, Московского городского объединения архивов; член Московского общества архивистов и международной ассоциации «История и компьютер». Входит в состав учёного совета Музея современной истории.
Ответственный редактор ежегодника «Социальная история», член редколлегии ежегодника «Экономическая история». Консультант 5 защищённых докторских и руководитель более 30 защищённых кандидатских диссертаций. Автор более 200 научных публикаций, в том числе 10 монографий.

## Основные работы
- Рабочий класс в первый год пролетарской диктатуры. М., 1975 (в соавт. с В. З. Дробижевым и В. А. Устиновым)
- Рабочий класс и революционные изменения в социальной структуре общества. М., 1987.
- Лекции по советской истории (1917—1940). М., 1995.
- Голос народа: письма и отклики советских граждан о событиях 1918—1932 гг. М., 1997 (отв. ред.)
- Общество и власть: 1930-е гг. Повествование в документах. М., 1998 (отв. ред.)
- Курс советской истории (1941—1991). М., 1999 (в соавт. В. С. Тяжельниковой)
- Stalinism as a Way of Life: Narrative in Documents. Ed. by Z. Siegelbaum and Andrey Sokolov. Yale University Press, 2000.
- История государственного управления в России: хрестоматия. М., 2003 (в соавт.)
- Источниковедение новейшей истории России: теория, методология и практика. М., 2004 (ред. и соавт.)
- «Магнитка близ Садового кольца»: стимулы к работе на Московском заводе «Серп и молот» (1883—2001). М., 2005 (в соавт.)
- АВТОВАЗ между прошлым и будущим. М.: РАГС, 2006 (соавт.)
- История и философия отечественной исторической науки. М.: Издательство РАГС, 2006 (в соавт.)
- История современной России. Кризис коммунистической власти в СССР и рождение новой России. Конец 1970-х — 1991 гг. М.: РОССПЭН, Фонд Первого Президента России Б. Н. Ельцина, 2008 (в соавт. с Р. Г. Пихоей)